# Emilie Fryšová
Emilie Fryšová původně Emilie Frischová (23. července 1840 Praha – 17. ledna 1920 Písek) byla česká pedagožka, systematická etnografka a publicistka; jako sběratelka má zásluhu na bohatých muzejních národopisných a historických sbírkách především v oblasti jihočeských Soběslavských blat.

## Život
Vystudovala dvouletý německý učitelský ústav v Praze, pokračovala kursem výuky kreslení a jazyků v Karlových Varech, kde také soukromě vyučovala. Poté nastoupila jako vychovatelka v Nußdorfu u Vídně. Teprve po této povinné tříleté praxi směla složit učitelskou zkoušku, která ji opravňovala učit na měšťanských školách. Vyučovala pak na vyšší dívčí škole v Chrudimi, od roku 1873 na škole v Plzni a v roce 1886 přišla do Soběslavi.
Německé příjmení Frisch(ová) si počeštila na Fryšová až po roce 1880, kdy v monarchii vstoupila v platnost Stremayrova jazyková nařízení o rovnoprávnosti českého jazyka s němčinou v úředním styku.
Fryšová byla v Soběslavi ředitelkou obecné a měšťanské školy, jakožto jedna z prvních žen-ředitelek škol v Čechách. Vydala trojdílnou učebnici dějepisu pro měšťanské školy. Přispívala do časopisů články ze své pedagogické praxe (zvl. Ženské listy) nebo národopisnými články, založenými na vlastním etnografickém výzkumu a sběratelské činnosti. Byla zakladatelkou a čestnou členkou Zemské ústřední jednoty učitelek, členkou Ženského výrobního spolku, na jehož činnost každoročně finančně přispívala, stejně jako její sestry Johanna a Kateřina.
V Soběslavi založila ženský spolek pro podporu chudé mládeže a dětské jesle.
Kromě učitelské práce se dlouhodobě a pilně věnovala terénnímu etnografickému průzkumu a sběratelství regionálních jihočeských památek. Jako první upozornila na etnograficky zajímavé klasické blatské kroje i kroj kozácký. Byla obětavou a uznávanou spolupracovnicí zakladatele muzea – pedagoga Karla Lustiga. Její zásluhou je v muzeu rozsáhlá národopisná sbírka – ukázka života venkovského lidu, lidového umění a tvorby obyvatel Soběslavských blat a Kozácka – severního Táborska. Název „kozácký“ nese táborský kroj pravděpodobně proto, že součásti oděvu připomínaly kozí ocásek a kozí růžky. Fryšová sbírala a kupovala lidové výšivky, kroje a vzory z Blat (1500 kusů darovala Národnímu muzeu v Praze) a její sbírky svérázné krásy Blat obdivovali v roce 1895 návštěvníci Národopisné výstavy českoslovanské v Praze i roku 1898 na Národopisné, školní a průmyslové a včelařské výstavy v Soběslavi, konané na podporu otevření místního muzea.
Jméno Fryšové je také spojováno s Pískem, kde po skončení učitelské dráhy žila a napsala své tři knihy. V průběhu prvních dvaceti let 20. století také pracovala v muzeu v Písku, kde jako první uspořádala sbírku národopisného oddělení a podstatně ji rozšířila množstvím výšivek. Protože pocházely především z regionu soběslavských blat, předalo je muzeum koncem padesátých let soběslavskému muzeu výměnou za preparáty přírodnin. V píseckém muzeu jí jako kolegové a rádci mohli pomoci historik-profesor August Sedláček (rodák z Mladé Vožice) a archeolog-učitel Bedřich Dubský (z Komárova). Fryšová své poznatky konzultovala především s Čeňkem Zíbrtem, s nímž si dlouhodobě dopisovala. Na jeho radu také darovala nejcennější část svých sbírek do Národního muzea.
Emilie Fryšová zemřela v Písku náhle (na mozkovou mrtvici) v 79 letech – 17. ledna 1920 – a je zde i pochována. Sama si přála náhrobní nápis: „Pracovnice na národa roli dědičné“.

## Knihy
- Ukázky z dějin všeobecných. Pro I. třídu měšťanských škol. Plzeň, 1882
- Ukázky z dějin všeobecných pro II. třídu měšťanských škol. (2. díl). Praha, 1887
- Ukázky z dějin všeobecných pro III. třídu měšťanských škol. (3. díl) Praha, 1887
- O rozhraní kroje blatského a kozáckého (1900)
- Ornament jihočeský (velká národopisná studie s vlastními ilustracemi autorky), Soběslav, 1902 (vydala vlastním nákladem)
- Jihočeská Blata (1913), národopisná encyklopedie, její životní dílo, vydané vlastním nákladem

## Pozůstalost
- Osobní fond (korespondence, rukopisy a tisky) je uložen ve Státním okresním archivu v Táboře, dosud není zpracován [5]